# 키세스 (가수)
키세스(본명: 서정원 1997년 8월 6일 ~ )은 대한민국의 가수이다.

## 음반
- 2017년 11월 30일 KISSES
- 2018년 2월 25일 blue lagoon